# Possibly Maybe
Possibly Maybe è una canzone di Björk del 1996 ed è il quinto singolo estratto dall'album Post.

## Video musicale

Björk nel video del brano.

Il video della canzone è stato diretto da Stéphane Sednaoui, mostra la cantante in diverse stanze di un appartamento. Prima di tutto viene mostrata in un'enorme camera da letto in stile moderno. Queste immagini vengono poi intervallate da altre girate con luce agli ultravioletti. Successivamente viene mostrata in bagno, immersa nella vasca da bagno; poi in una stanza stile asiatico e infine in una stanza con un enorme impianto stereofonico. Queste ultime scene sono intermezzate da angeliche immagini in cui Björk appare vestita di bianco che fluttua nel cielo azzurro con il sole alle sue spalle.

## Tracce

### CD1
1. Possibly Maybe – 5:04
2. Possibly Maybe (Lucy Mix) – 3:03
3. Possibly Maybe (Calcutta Cyber Cafe Mix) – 5:33
4. Possibly Maybe (Dallas Austin Mix) – 4:50

### CD2
1. Cover Me (Dillinja Mix) – 6:22
2. One Day (Trevor Morais Mix) – 7:01
3. Possibly Maybe (Calcutta Cyber Cafe Dub Mix) – 4:56
4. I Miss You (Photek Mix) – 5:53

### CD3
1. Big Time Sensuality (Plaid Mix) – 5:21
2. Vísur Vatnsenda-Rósu (Traditional folk song. Produced by Hector Zazou) – 4:20
3. Possibly Maybe (Live) – 4:53
4. Hyper-Ballad (Over the Edge Mix, Live) – 4:56

## Classifiche
| Paese       | Posizione più alta |
| ----------- | ------------------ |
| Regno Unito | 13                 |